# Hans Joachim Colmant

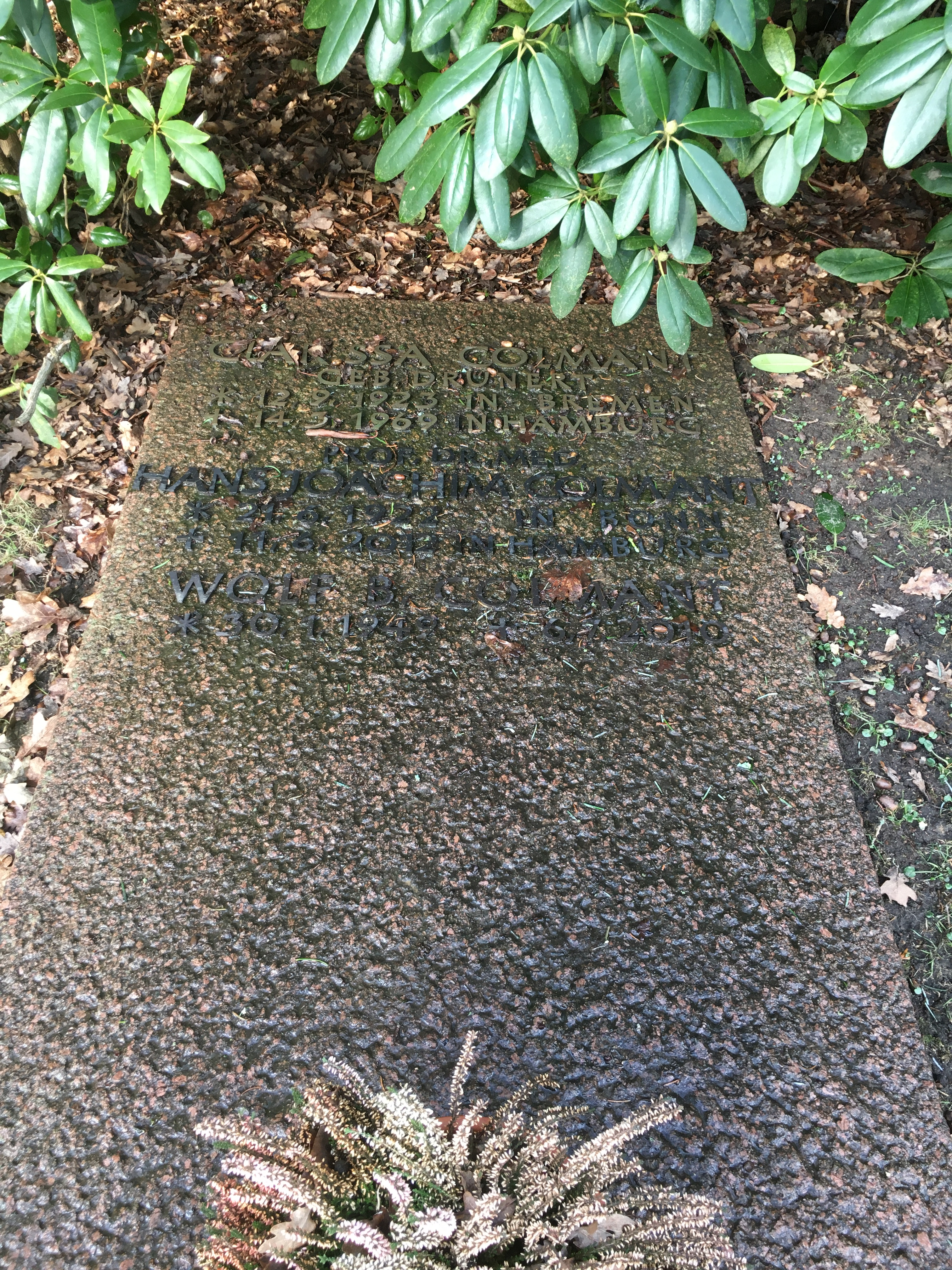
Grabstätte Hans Joachim Colmant auf dem Friedhof Ohlsdorf

Hans Joachim Colmant (* 21. Juni 1922 in Bonn; † 11. Juni 2012 in Hamburg) war ein deutscher Neuropathologe und Hochschullehrer.

## Leben
Hans Joachim Colmant war der Sohn eines Juristen und einer Konzertgeigerin. 1939 begann er ein Medizinstudium an der Ludwig-Maximilians-Universität München, das er – mehrfach unterbrochen von Einsätzen im 2. Weltkrieg – Anfang 1945 beenden konnte. Mit seiner Dissertation über „Erfahrungen mit der Salzsäure-Collargol-Reaktion in der Universitätsnervenklinik zu Bonn“ wurde er promoviert. Nachdem Colmant 1951 Facharzt für Nervenkrankheiten geworden war, ließ er sich ab dem darauffolgenden Jahr von Gerd Peters zum Neuropathologen weiterbilden. 1959 trat er die Nachfolge von Alfons Maria Jakob als Leiter des neuropathologischen Laboratoriums der Psychiatrischen und Nervenklinik des Universitätsklinikums Hamburg-Eppendorf an. Mit der Schrift „Zerebrale Hypoxie“ wurde Colmant 1962 habilitiert, 1968 übernahm er den neu gegründeten Lehrstuhl Pathologie II der Universität Hamburg, den er bis zu seiner Emeritierung 1987 innehatte.
Colmant führte umfangreiche tierexperimentelle Studien zum Sauerstoffmangel des Gehirns durch und konnte so zur Pathologie des Rückenmarks beitragen. Auch entdeckte er unter anderem eine Form des Morbus Binswanger. Eine große Anzahl Veröffentlichungen zeugen von seinen Forschungen.
Colmant hatte auch eine musikalische Begabung und spielte Cello im Hamburger Ärzteorchester. Er war seit 1977 Mitglied der Joachim-Jungius-Gesellschaft der Wissenschaften, ferner Seniormitglied der Akademie der Wissenschaften in Hamburg. Er war ehrenamtlich in der Kommission Reinhaltung der Luft tätig. Colmant war mit Clarissa Drünert (1923–1969) verheiratet. 2012 verstarb er wenige Tage vor Vollendung seines 90. Lebensjahres und wurde auf dem Friedhof Ohlsdorf im Planquadrat Bp 71 beigesetzt.

## Veröffentlichungen (Auswahl)
- 1945: Erfahrungen mit der Salzsäure-Collargol-Reaktion in der Universitätsnervenklinik zu Bonn (Dissertation)
- 1954: Klinisches und Anatomisches zur bulbären Verlaufsform der Heine-Medinschen Erkrankung (mit W. Nagel, enthalten in Zeitschrift für Kinderheilkunde, Band 75)
- 1958: Atypische phasenhafte Familienpsychosen (mit G. Elsässer)
- 1958: Über die experimentelle Encephalomyelitis des Meerschweinchens (mit J. Ross und P. Böhm, enthalten in Journal of neurology, Band 177)
- 1961: Neuropathologie der Listeriose (enthalten in Journal of neurology, Band 182)
- 1962: Zerebrale Hypoxie (Hochschulschrift)
- 1963: Pränatale Kohlenoxydvergiftung mit „Organtod“ des Zentralnervensystems (mit H. Wever, enthalten in European archives of psychchiatry and clinical neuroscience, Band 204)
- 1964: Über die Beeinflussung des Elektrencephalogramms der Albinoratte nach einseitiger Carotisunterbindung und nachfolgender CO-Vergiftung (mit G. G. Fodor und G. Malorny, enthalten in Naunyn-Schmiedeberg's archives of pharmacology, Band 249)
- 1965: Die „Pontocerebellaren Dystrophien“ (enthalten in European archives of psychchiatry and clinical neuroscience, Band 206)
- 1965: Enzephalopathien bei chronischem Alkoholismus
- 1967: Über die Wandstruktur des dritten Ventrikels der Albinoratte (enthalten in Histochemistry and cell biology, Band 11)
- 1971: Progressive supranuclear Palsy (enthalten in European archives of psychchiatry and clinical neuroscience, Band 214)
- 1975: Tödliche Purpura cerebri nach kurzzeitiger Einatmung von Nitrosegasen (mit Werner Naeve, enthalten in International journal of legal medicine, Band 76)